# Raúl González Tuñón
 (novembre 2017).
Si vous disposez d'ouvrages ou d'articles de référence ou si vous connaissez des sites web de qualité traitant du thème abordé ici, merci de compléter l'article en donnant les références utiles à sa vérifiabilité et en les liant à la section « Notes et références ».
Pour les articles homonymes, voir Raúl González (homonymie), González et Tuñón.
Raúl González Tuñón (Buenos Aires, 29 mars 1905 – 14 août 1974) est un poète argentin.

## Biographie
Correspondant de guerre au Chaco et en Espagne pendant la Guerre civile, il fit partie de l'avant-garde littéraire argentine des années 1920 et voyagea ensuite en Europe. Il vécut à Paris et à Madrid, où il se lia d'amitié avec les poètes Robert Desnos, César Vallejo, Rafael Alberti, Miguel Hernández, Federico García Lorca et Pablo Neruda. 
Son œuvre commence avec El violín del diablo, qu’il publia à Buenos Aires en 1926, à l'âge de 21 ans. À cette époque-là, il collaborait avec la revue Martín Fierro, pour laquelle écrivirent aussi Jorge Luis Borges, Oliverio Girondo,
Francisco Luis Bernárdez (es), Leopoldo Marechal, Macedonio Fernández et Eduardo González Lanuza, parmi d'autres. La revue polémiquait avec le groupe de Boedo (un quartier du centre de Buenos Aires), où se trouvaient les écrivains qui s’identifiaient avec la littérature sociale et qui appelaient leurs collègues de Martín Fierro le groupe de Florida. Boedo était à cette époque un quartier prolétaire, et Florida une rue élégante; les pôles de la polémique étaient plutôt politiques que littéraires. González Tuñón eut des bonnes relations avec le groupe de Boedo aussi, et spécialement avec le poète Nicolás Olivari.
En 1928, peu avant de s’embarquer pour l’Europe, González Tuñón publia Miércoles de ceniza. À Paris, il écrivit l’un des principaux titres de son œuvre : La calle del agujero en la media, publié en 1930. Peu après, en 1936, il publia un autre livre clef, La rosa blindada, inspiré par le Révolution asturienne.
Étant affilié au Parti Communiste Argentin, Tuñón eut toujours une relation de prudente distance, émaillée de tensions avec les structures du parti.
Entre tous ses poèmes, qui faisaient allusion à des voyages, quartiers de Paris et de Buenos Aires, villages de la Cordillère des Andes ou de la Patagonie, personnages de cirque, lieux lointains, cambuses bizarres, marins, bravaches ou contrebandiers, il distingua ceux qu’il appelait poemas civiles (poèmes civils), qui concernaient des événements politiques et sociaux.
Parmi ses livres on trouve : El otro lado de la estrella, Todos bailan, Poemas de Juancito Caminador, Primer canto argentino, Todos los hombres del mundo son hermanos, A la sombra de los barrios amados, Demanda contra el olvido, El rumbo de las islas perdidas, et La veleta y la antena.
Juancito Caminador, un personnage inspiré d’un artiste de cirque et d’une marque de whisky (Johnny Walker) devint un alter ego littéraire de l’auteur.
González Tuñón fut aussi journaliste. Il travailla dans le journal Crítica, un journal du soir des années 1920 et 1930, fortement sensationnaliste, qui recruta cependant de notables écrivains de l’époque (parmi lesquels Borges et Roberto Arlt), et dans le journal Clarín, où il faisait la critique des arts plastiques et des chroniques de voyages.
Il eut une influence décisive dans la culture argentine des années cinquante et soixante et il est considéré comme l’un des fondateurs d’un courant moderne de poésie urbaine. El banco en la plaza et Los melancólicos canales del tiempo furent publiés à titre posthume.